# Priladožskij
Priladožskij è una cittadina della Russia europea nordoccidentale, situata nella oblast' di Leningrado (rajon Kirovskij).
Sorge lungo le sponde del piccolo fiume Nazija, non lontano dalle sponde meridionali del lago Ladoga.